# Spassk
Pour les villes de Russie anciennement nommées Spassk, voir Bolgar et Spassk-Riazanski.
Spassk (en russe : Спасск) est une ville de l'oblast de Penza, en Russie, et le centre administratif du raïon de Spassk. Sa population s'élève à 7 270 habitants en 2013.

## Géographie
Spassk se trouve à 145 km — 162 km par la route — au nord-ouest de Penza.

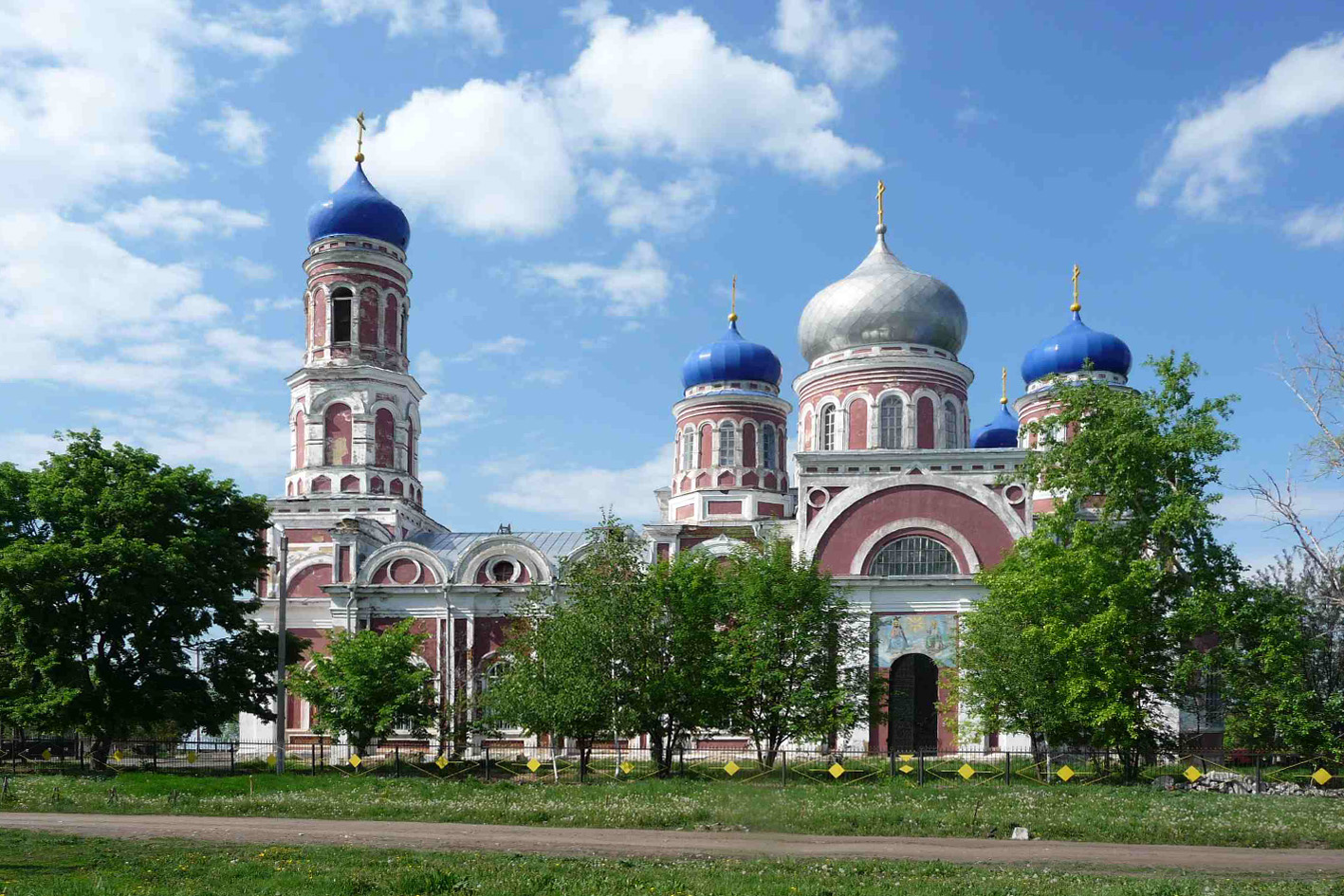
Spassk : église de l'Ascension dépendant de l'éparchie de Serdobsk.
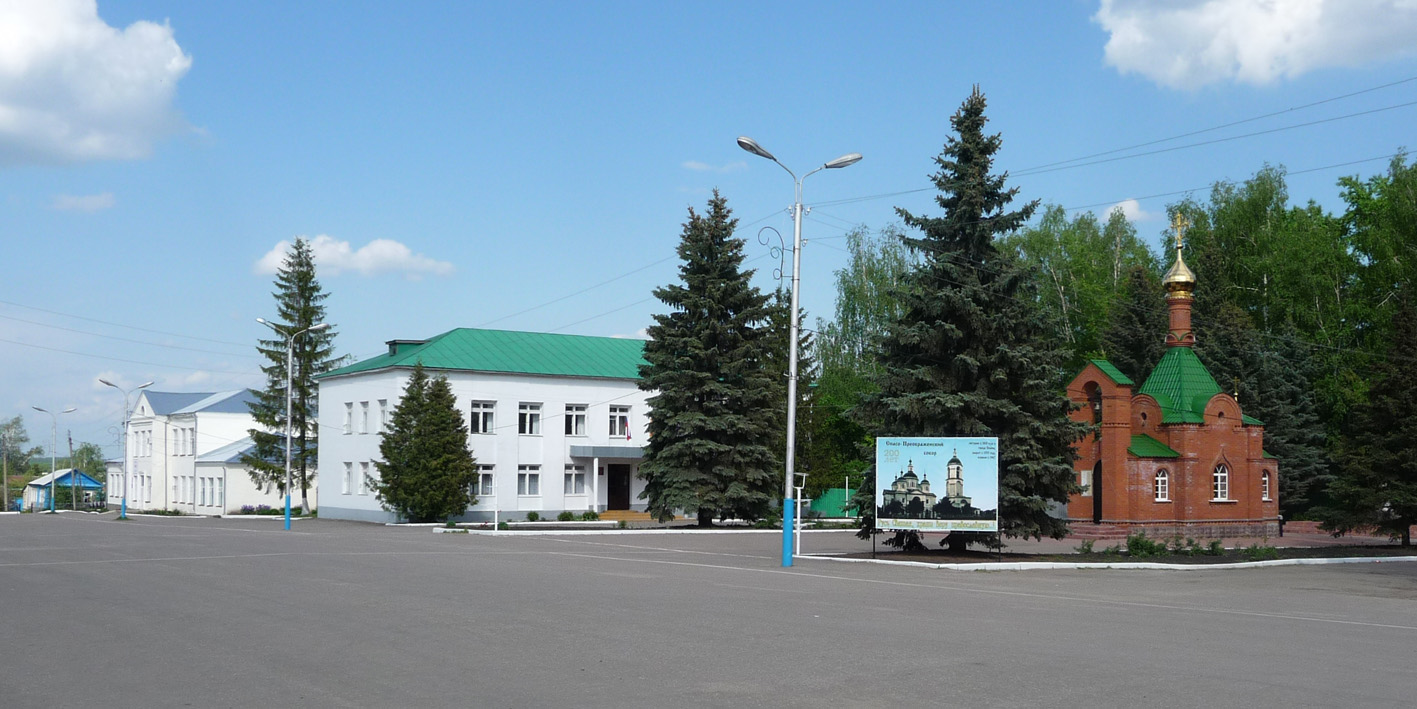
Spassk : place centrale

## Histoire
En 1648, un terrain en friche de l'ouïezd de Chatsk fut donné à un monastère portant le nom du Sauveur (Spas en russe). En 1663, un village y fut fondé et nommé Bogdanovo. Vers la fin du XVIIe siècle le village était souvent appelé Bogdanovo-Spasski, d’après l’église du Sauveur qu’il abritait. La ville faisait alors partie de l’ouïezd de Chatsk du gouvernement d'Azov (jusqu’en 1725) puis de celui de Voronej.
En 1779, la ville fut rebaptisée Spassk et devint le centre d'un ouïezd du gouvernement de Tambov par un décret de Catherine la Grande. Cependant, il devint bientôt évident que ce choix produirait de la confusion étant donné que plusieurs autres villes de Russie partageaient déjà ce nom, dont Spassk-Riazanski. La ville fut alors officiellement renommée Spassk-sur-Stoudenets (Спасск-на-Студенце).
En 1923 Spassk et son ouïezd sont rattachés au gouvernement de Penza. En 1925, une décision du parti communiste prit la résolution de renommer la ville Bednodemianovsk en l'honneur du poète Demian Bedny (1883-1945), qui n'était lui-même jamais venu dans la ville, mais entretenait une correspondance active avec ses habitants.
De 1928 à 1939 la ville fait partie successivement de l’oblast de la moyenne Volga, du kraï de la moyenne Volga et de l’oblast de Kouïbychev. Depuis 1939 elle se trouve dans l’oblast de Penza.
En 2005, un décret présidentiel de Vladimir Poutine rendit à la ville son nom de Spassk.

## Population
Recensements (*) ou estimations de la population
| 1795  | 1856  | 1877  | 1897* | 1926* |
| ----- | ----- | ----- | ----- | ----- |
| 3 005 | 4 500 | 3 489 | 6 439 | 5 899 |

| 1939* | 1959* | 1970* | 1979* | 1989* |
| ----- | ----- | ----- | ----- | ----- |
| 6 788 | 6 192 | 7 512 | 8 043 | 8 299 |

| 2002* | 2010* | 2012  | 2013  | 2014 |
| ----- | ----- | ----- | ----- | ---- |
| 7 628 | 7 442 | 7 347 | 7 270 | -    |